# Leuctra ameliae
Leuctra ameliae is een steenvlieg uit de familie naaldsteenvliegen (Leuctridae). De wetenschappelijke naam van de soort is voor het eerst geldig gepubliceerd in 1996 door Vinçon & Ravizza.